# 門倉聡
門倉 聡（かどくら さとし、1959年5月25日 - ）は、日本の作曲家、編曲家、音楽プロデューサー、キーボーディスト。神奈川県鎌倉市出身。東京芸術大学音楽学部作曲科卒業。門倉有希（かどくら ゆうき）の名義を用いたことがある。

## 主な楽曲提供

### アーティスト

#### あ行
- 相田翔子[注釈 1]
  - 「Believe Moon」（編曲）
  - 「ゆりかごを揺すられて」（作曲・編曲）
  - 「時刻表のない駅」（編曲）など多数
- 石嶺聡子
  - 「花」（編曲）
- Wink
  - 「Sexy Music」（編曲）
  - 「ニュー・ムーンに逢いましょう」（編曲）
  - 「結婚しようね」（作曲・編曲）など多数
- 大貫妙子

#### か行
- かの香織
  - 「午前2時のエンジェル」（編曲）
- 北岡夢子
  - 「IT'S ME」（編曲）
- 工藤静香
  - 「メタモルフォーゼ」（編曲）※後藤次利と共同編曲
  - 「Ice Rain」（編曲）
- CALL
  - アルバム『IN MY STYLE』の全ての楽曲（編曲）

#### さ行
- 西城秀樹
  - 「Bailamos 〜Tonight we dance〜」（編曲）
- サザンオールスターズ
  - 「女神達への情歌 (報道されないY型の彼方へ)」（編曲）※サザンオールスターズと共同編曲
  - 「さよならベイビー」（編曲）※サザンオールスターズと共同編曲
- 澁谷梓希
  - 「EDGE OF HEAVEN」（作曲・編曲）
- SMAP
  - 「世界に一つだけの花（シングル・ヴァージョン）」（ストリングスアレンジ）

#### た行
- 德永英明
  - 「SMILE」（編曲）
- とんねるず
  - 「CONTROL NETWORK」（編曲）

#### な行
- ノーナ・リーヴス
  - 「NONA REEVES」（編曲）
  - 「SWEET REACTION」（編曲）

#### は行
- 原由子
  - 「春待ちロマン」（編曲）
- ビリー・ヒューズ
  - 「Welcome to the Edge（とどかぬ想い）」 （編曲）
- 布袋寅泰
  - 「ANGEL WALTZ」（編曲）

#### ま行
- 槇原敬之
  - 「SYMPHONY ORCHESTRA "cELEBRATION"」（音楽監督、編曲）
  - 「SYMPHONY ORCHESTRA CONCERT "cELEBRATION 2005" 〜Heart Beat〜」（音楽監督、編曲）
  - 「光～あなたを忘れない～」（ストリングスアレンジ）
- 米良美一
  - 「ぼくは雨となり星となる」（作曲・編曲） ※映画「死国」主題歌
- 森口博子
  - 「ETERNAL WIND〜ほほえみは光る風の中〜」（編曲）
  - 「君を見つめて- The time I'm seeing you -」（編曲）

#### や行
- 矢野絢子
  - 「氷の世界」（編曲）
- 山下久美子
  - 「!BYE BYE」（編曲）※布袋寅泰と共同編曲
  - 「あなたが、いた夏」（編曲）※布袋寅泰と共同編曲
  - 「真夜中のルーレット」（編曲）※布袋寅泰と共同編曲
  - 「私を独りにしないでね」（編曲）※布袋寅泰と共同編曲
  - 「愛すればこそ」（編曲）※布袋寅泰と共同編曲
  - 「Endless Love」（編曲）※布袋寅泰と共同編曲
  - 「Cosmic Love」（編曲）※布袋寅泰と共同編曲
  - 「LOVE」（編曲）※布袋寅泰と共同編曲
  - 「Happiness」（編曲）※布袋寅泰と共同編曲
  - 「Julia」（編曲）※布袋寅泰と共同編曲
  - 「Sleeping Gypsy」（編曲）※布袋寅泰と共同編曲
  - 「いっぱいキスしよう」（編曲）※布袋寅泰と共同編曲
  - 「愛してたなんていまさら」（編曲）※布袋寅泰と共同編曲
  - 「いっぱいキスしよう〜Aqua Kiss (Instrumental Version)」（編曲）

#### わ行
- 和久井映見
  - 「マイ・ロンリィ・グッバイ・クラブ」（編曲）など多数

### テレビドラマ
- なんだらまんだら（1991年、フジテレビ系）
- あの日に帰りたい（1993年、フジテレビ系）
- 明日はだいじょうぶ（1996年、フジテレビ系）
- 影武者・織田信長（1996年、テレビ朝日系）
- スウィートデビル（1998年、テレビ朝日系）

### 映画
- 誘惑者（1989年、日本ヘラルド映画）
- ナースコール（1993年、東宝系）
- 死国（1999年、東宝系）
- 恋する彼女、西へ。（2008年、シナジー）

### アニメ
- ウインダリア（1986年、東急レクリエーション）
- 2001夜物語（1987年、東京ムービー{OVA}）
- あいつとララバイ 水曜日のシンデレラ（1987年、ヘラルド）
- ワット・ポーとぼくらのお話（1988年、コナミ株式会社）
- 魔神英雄伝ワタル（1988年、日本テレビ系）
- 魔神英雄伝ワタル2（1990年、日本テレビ系）
- 機動戦士ガンダムF91（1991年、松竹系）
- 閃光のナイトレイド（2010年、テレビ東京系）
- 魔神英雄伝ワタル 七魂の龍神丸（2020年、YouTube）

### ゲーム
- メタルマックスシリーズ
- メタルサーガシリーズ（ただし「荒野の方舟」は除く）
- ファミコンジャンプII 最強の7人
- いただきストリート3 億万長者にしてあげる! 〜家庭教師つき!〜
- 天空のレストランシリーズ

### イメージ・アルバム
- アクマくん魔法☆SWEET（「魔界のカーニヴァル」「Siva[佇む人]」「ホワイト・ミニオン☆ブラック・ミニオン」「カイエ」の作曲・編曲を担当）

## 主な参加アーティスト（キーボーディストとして）
- 大貫妙子
- サザンオールスターズ
- ノーナ・リーヴス
- 槇原敬之
- 山弦
- 山下久美子

## 門倉有希名義
Winkの楽曲「ニュー・ムーンに逢いましょう」（1990年）や「追憶のヒロイン」（1991年）などは作曲が「門倉有希」とクレジットされているが、門倉聡はそれらの楽曲が自身の作曲だったことを2018年のWink30周年におけるインタビューで述べている。
門倉有希名義での作曲には以下のものがある。
- Wink
  - 「ニュー・ムーンに逢いましょう」、「追憶のヒロイン」、「ONLY ONE」（1992年、アルバム『Nocturne 〜夜想曲〜』に収録）、「昔みたい」（1994年、アルバム『overture!』に収録）
- 相田翔子
  - 「PLEASURE」（1992年、アルバム『Delphinium』に収録）
- 和久井映見
  - 「プラチナ」（1994年、アルバム『あなたがわたしにくれたもの』に収録）